# Lichonycteris obscura
Lichonycteris obscura је врста слепог миша из породице Phyllostomidae.

## Распрострањење
Врста је присутна у Белизеу, Боливији, Бразилу, Венецуели, Гвајани, Гватемали, Еквадору, Колумбији, Мексику, Никарагви, Костарици, Панами, Перуу, Суринаму, Француској Гвајани и Хондурасу.
Популациони тренд је за ову врсту непознат.

## Станиште
Врста Lichonycteris obscura има станиште на копну, у стално зеленим шумама и плантажама мале надморске висине (до 1.000 метара).

## Начин живота
Исхрана врсте Lichonycteris obscura укључује нектар, полен и инсекте.

## Угроженост
Ова врста није угрожена, и наведена је као последња брига јер има широко распрострањење.